# Hanseiland
Hanseiland (Groenlands: Tartupaluk; Engels: Hans Island; Deens: Hans Ø), vernoemd naar ontdekkingsreiziger Hans Hendrik, is een onbewoond eiland van 1,3 km² in de Straat Nares, 300 kilometer ten noorden van Qaanaaq. Het eiland werd geclaimd door Canada en Denemarken, en beide landen waren daarover sinds 1973 in conflict: de zogeheten Whisky-oorlog. De natuurlijke rijkdommen van het noordpoolgebied speelden hierbij een rol. In 2005 begonnen besprekingen om het conflict op te lossen en op 10 juni 2022 werd overeengekomen het eiland in tweeën te delen. De deling kwam op 14 juni van dat jaar officieel tot stand.

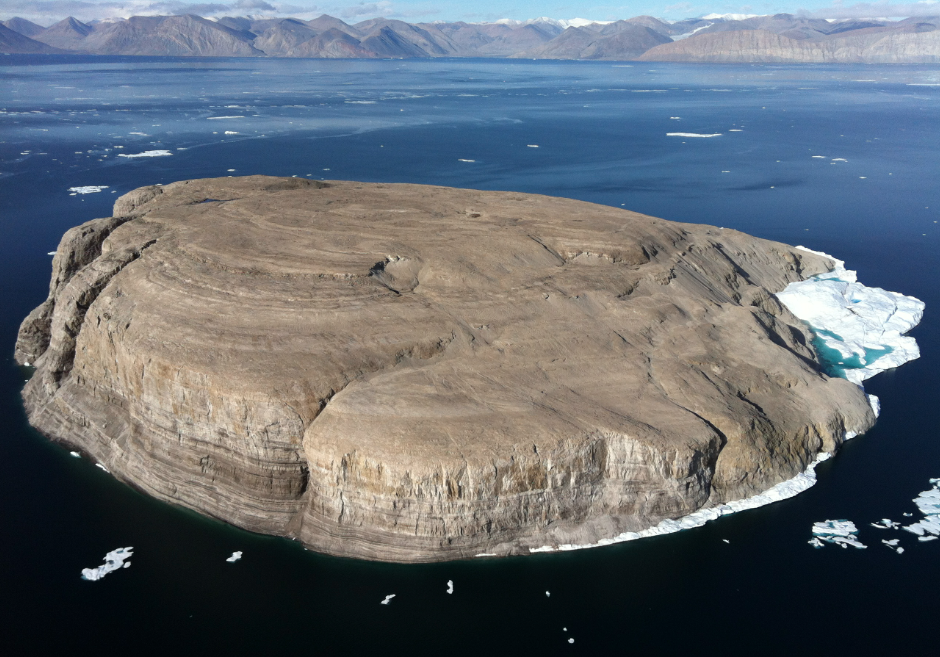
Hanseiland, gezien richting Canada